# Montroc
Montroc est un village de France situé en Haute-Savoie, sur la commune de Chamonix-Mont-Blanc, au fond de la vallée de Chamonix, en rive droite de l'Arve.

## Géographie
Avant-dernier village situé juste avant celui du Tour, il se trouve au pied du col des Montets.
Montroc est desservi par une gare sur la ligne de Saint-Gervais-les-Bains-Le Fayet à Vallorcine (frontière) située juste avant le tunnel des Montets, ferroviaire et routier (en hiver), traversant sous le col des Montets vers la commune de Vallorcine.

## Histoire
Le 9 février 1999, le hameau est touché par une importante avalanche provenant de la montagne de Péclerey qui provoque la mort de douze personnes et la destruction de quatorze bâtiments du lotissement des Poses,,,.

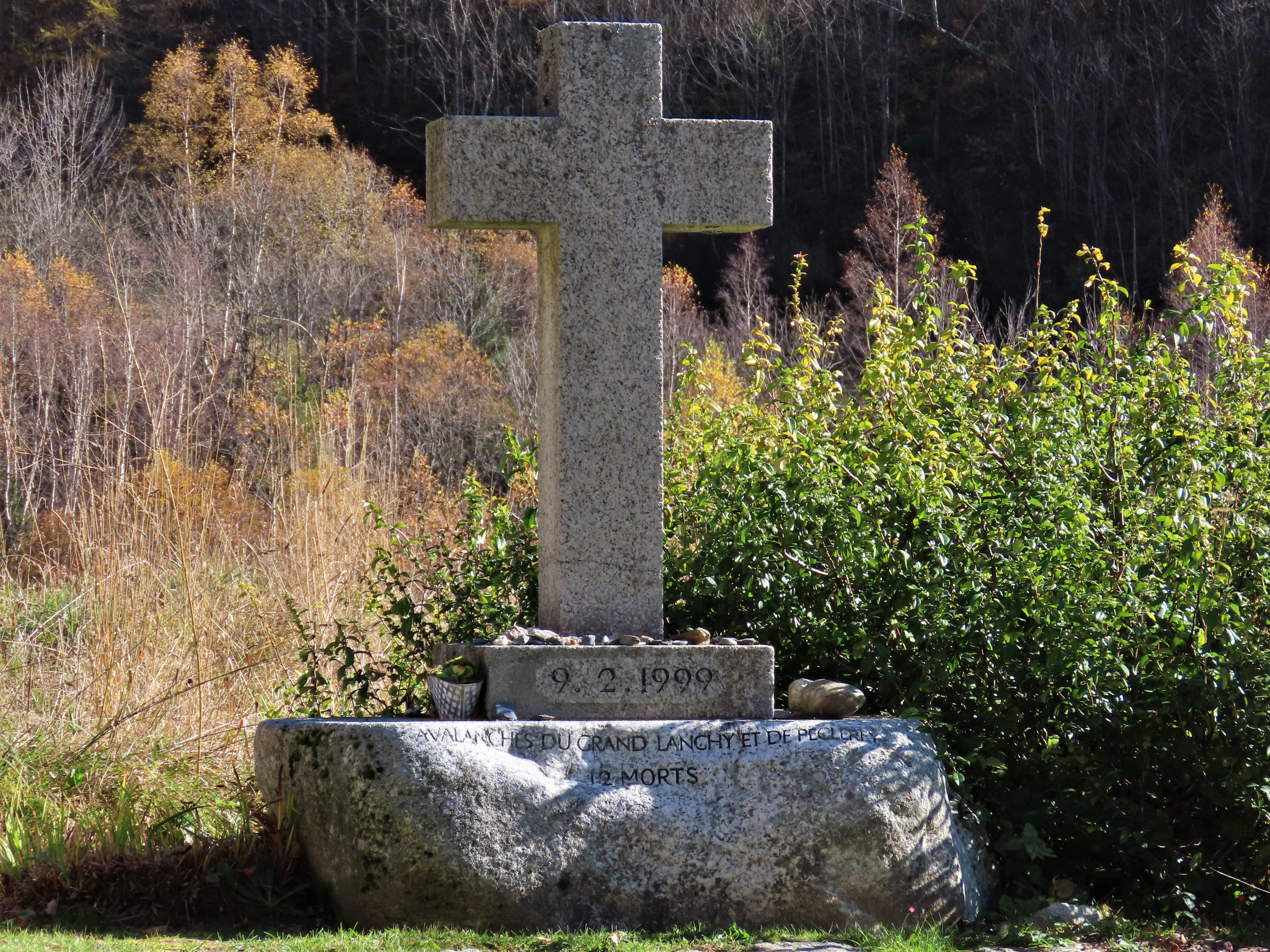
Le mémorial aux victimes de l'avalanche de 1999.